# Estação Zaieltsovskaia
Zaieltsovskaia (em russo:  Заельцовская) é uma estação terminal da linha Leninskaia (Linha 1) do Metro de Novosibirsk, na Rússia. Estação «Zaieltsovskaia» está localizada após a estação «Gagarinskaia».